# 샹안구

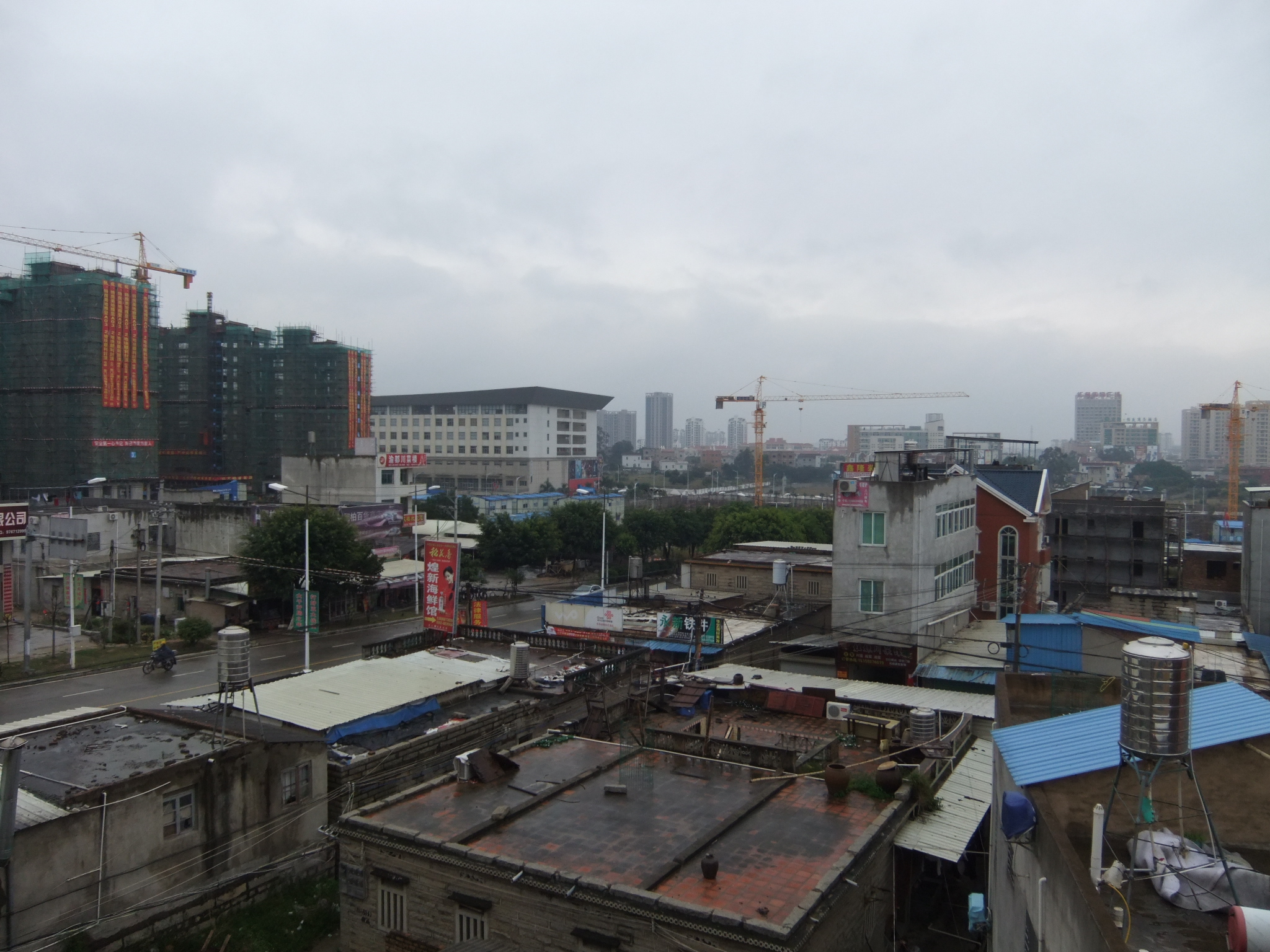

샹안구(한국어: 상안구, 중국어: 翔安區, 병음: Xiáng'ān Qū)는 중화인민공화국 푸젠성 샤먼시의 현급 행정구역이다. 넓이는 352km2이고, 인구는 2007년 기준으로 280,000명이다.

## 행정 구역
1개 가도, 4개 진을 관할한다.
- 가도: 대등 가도(大嶝街道).
- 진: 신점진(新店鎭), 신우진(新圩鎭), 마항진(馬巷鎭), 내조진(內厝鎭).